# Casas de Lázaro
Casas de Lázaro er en by og kommune i det sydøstlige Spanien i provinsen Albacete. Den har et indbyggertal på 311 (2024) indbyggere.